# Josef Holec
Josef Holec (srbsky Јосиф Холец, 5. března 1830 Tuř nebo Chomoutice – 23. listopadu 1898 Bělehrad) byl český lékař, chirug a gynekolog, plukovník srbské armády dlouhodobě působící v Srbském knížectví, později přetvořeném v Srbské království. Byl jedním ze spoluzakladatelů Srbské lékařské společnosti, od roku 1873 ředitel Ústřední vojenské nemocnice v Bělehradě. 

## Životopis
Narodil se v obci Tuř nebo Chomoutice ve východních Čechách, nedaleko Jičína, v tehdejším Rakouském císařství. Vystudoval gymnázium v Jičíně, medicínu potom na univerzitách Praze a ve Vídni. V roce 1861 byl ve Vídni jmenován doktorem medicíny, chirurgie a magistrem porodnictví.
V roce 1861 přišel do Srbska, kde nejprve působil jako okresní lékař v Paraćinu a poté jako okresní lékař v Kruševaci.  V roce 1872 se spolu s MUDr. Janem Mašínem a MUDr. Janem Valentou stal jedním ze tří Čechů spoluzakladatelů Srbské lékařské společnosti.
Od roku 1866 působil v srbské armádě jako vojenský lékař. Byl stálým členem prvního vojenského lékařského výboru. Od roku 1873 pracoval nejprve jako sborový lékař, poté byl přeřazen na místo lékaře interního oddělení Ústřední vojenské nemocnice v Bělehradě a od roku 1873 jako její vedoucí lékař. V řadách srbské armády se zúčastnil srbsko-turecké války roku 1876, rusko-turecké války v letech 1877 až 1878 a srbsko-bulharské války v roce 1885, kdy plnil důležité úkoly v rámci lékařské služby. 
Josef Holec zemřel v Bělehradě v roce 1898 ve věku 68 let.

### Ocenění
Za svou práci byl vyznamenán srbským Řádem Takova a řadou dalších vyznamenání.